# Isla Castillo
La isla Castillo, islote Castillo o roca Castillo es una pequeña isla ubicada en el Departamento Deseado en la costa centro-norte de la Provincia de Santa Cruz (Argentina). Su ubicación geográfica es a 25 kilómetros al sur de la ciudad de Puerto Deseado, y a aproximadamente 120 metros de la costa continental, frente a Punta Norte. Se encuentra en el extremo norte de la bahía del Oso Marino, y constituye un grupo de islas de dicha bahía junto con la Isla Pingüino, Chata y Blanca. Sus dimensiones aproximadas son 120 metros en sentido este-oeste por 70 metros en sentido norte-sur.
Se trata de una isla rocosa caracterizada por las altas paredes de roca que constituyen sus costas, siendo muy difícil acceder a la misma. Esta isla se caracteriza principalmente por la importante colonia reproductiva de cormorán de cuello negro (Phalacrocorax magellanicus) y cormorán gris (Phalacrocorax gaimardi) Hoy en día esta isla, junto con las islas Pingüino, Chata y Blanca y la costa de bahía del Oso Marino constituyen una reserva Provincial a partir de la promulgación de la Ley 2274 del año 1992.

## Galería

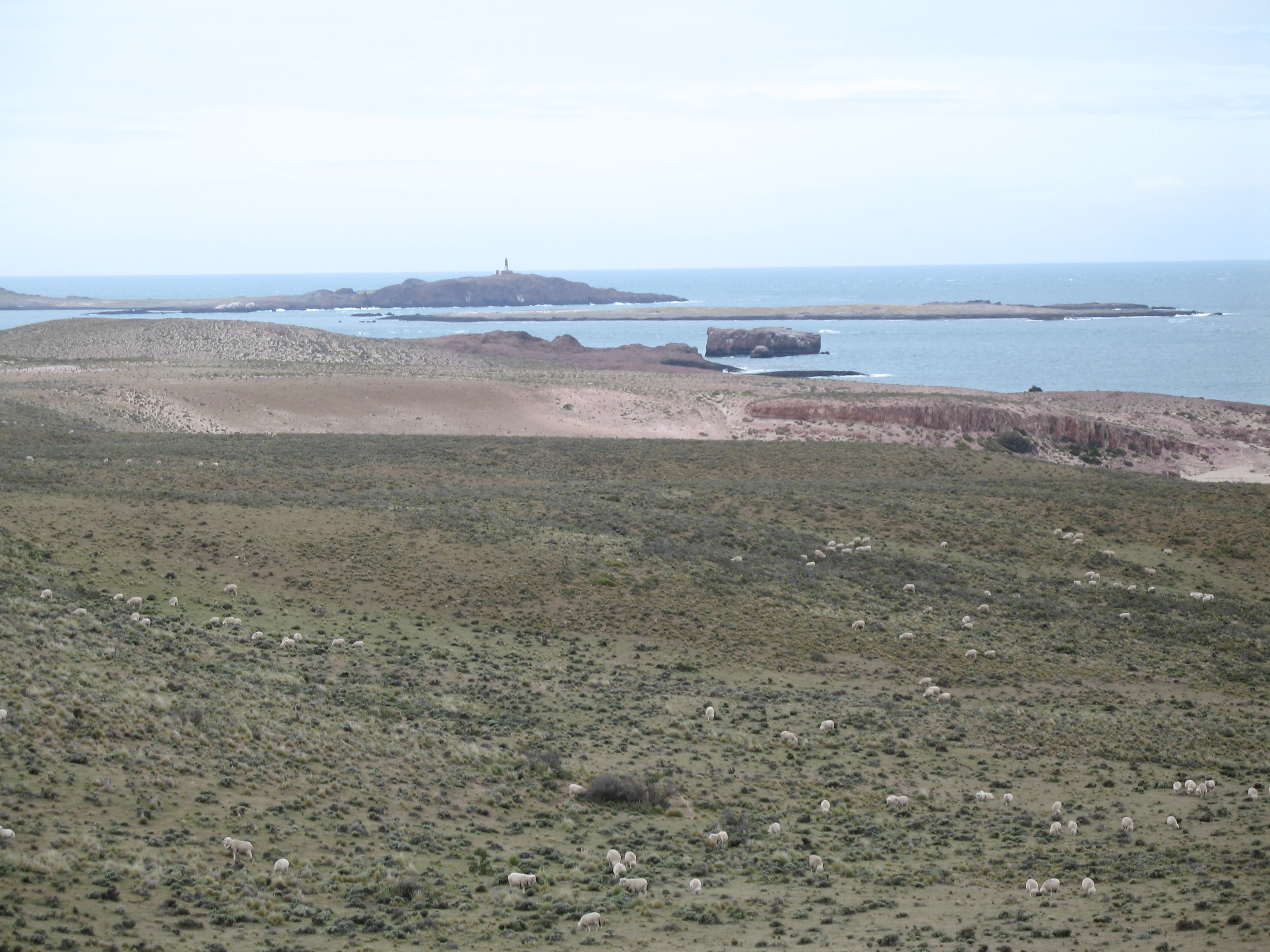
Vista hacia el norte de bahía del Oso Marino. Se observa al fondo la isla Pingüino, en el centro la isla Chata, y más cerca de la costa la isla Castillo.
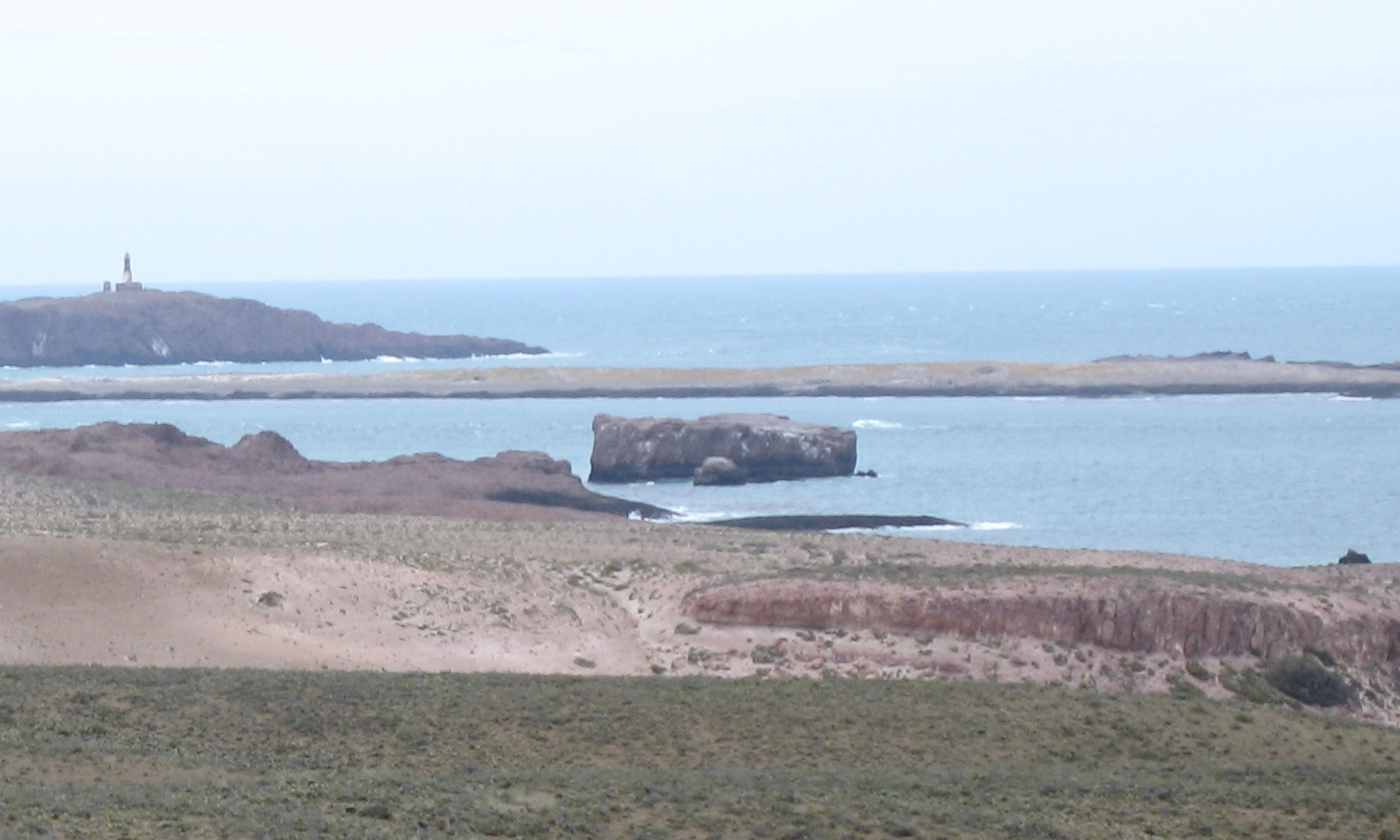
Detalle de la isla Castillo y de Punta Norte vistas desde el sudoeste.
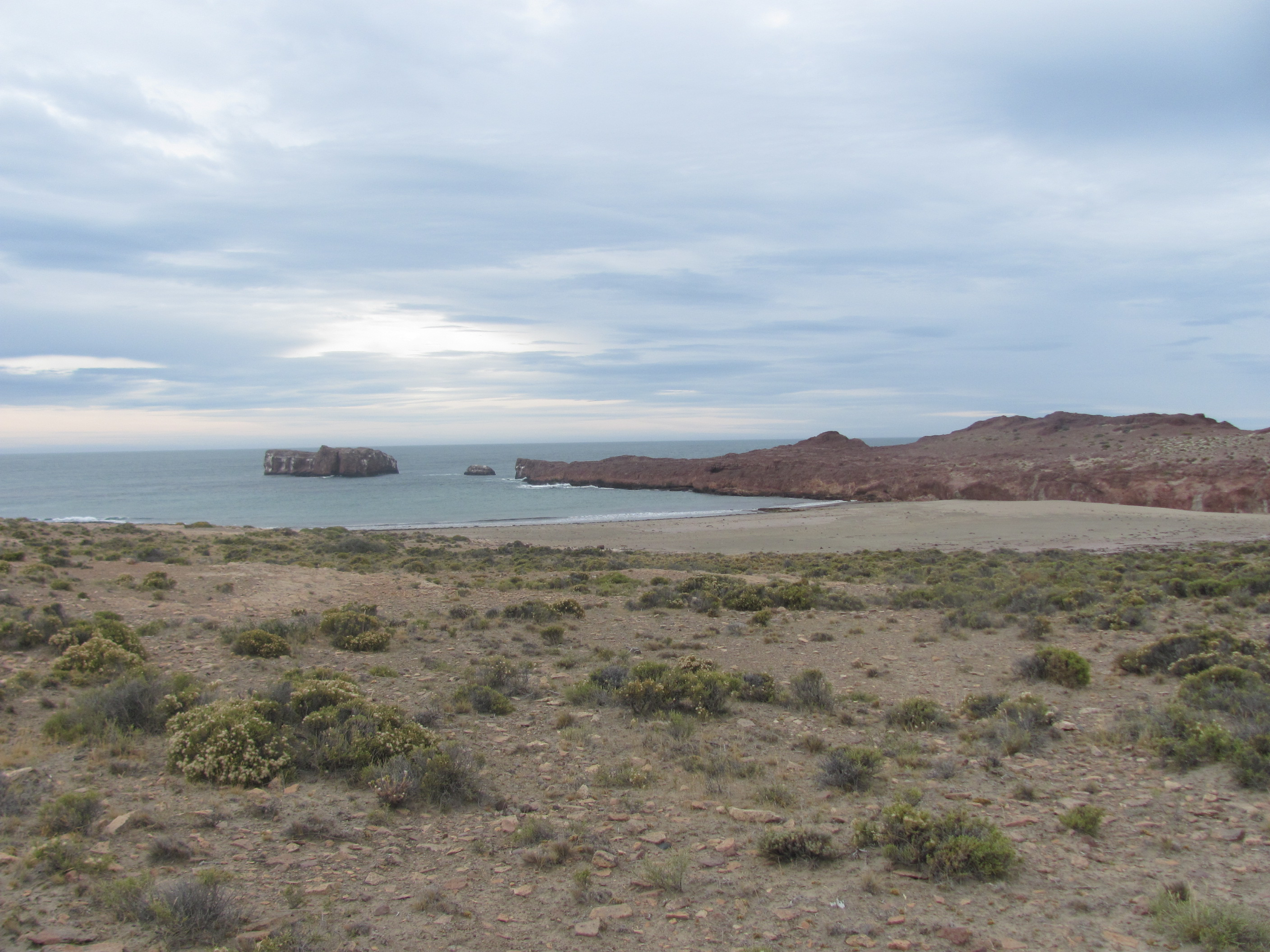
Vista desde el noroeste de la isla Castillo y de la Punta Norte.